# 塞里 (南撒丁省)

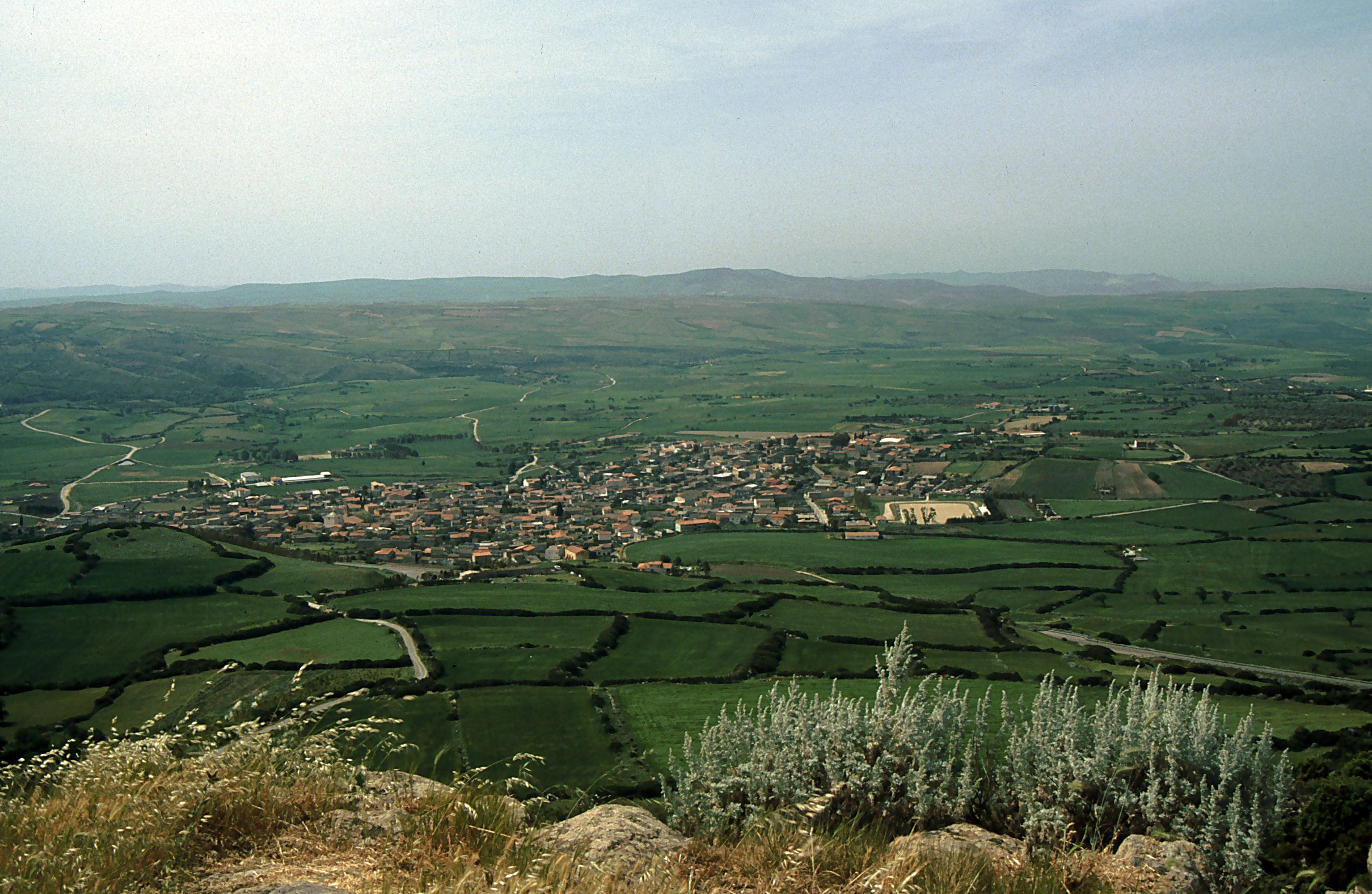
全景图

塞里（義大利語：Serri）是意大利撒丁大区南撒丁省内的市镇，位于大区首府卡利亚里北边约50公里处。面积为19平方公里，人口数量为725人（2004年）。